# Difaâ Hassani Al-Djadida
El Difaâ Hassani Al-Djadida (DHJ) (àrab: الدفاع الحسني الجديدي, ad-Difāʿ al-Ḥassanī al-Jadīdī, ‘la Defensa Hassaní d'Al-Djadida’) és un club de futbol marroquí de la ciutat d'Al-Djadida .

## Palmarès
- Copa marroquina de futbol:[2]
  - 2013